# Epsilon Lupi
Epsilon Lupi (91 Lupi) é uma estrela na direção da constelação de Lupus. Possui uma ascensão reta de 15h 22m 40.89s e uma declinação de −44° 41′ 22.5″. Sua magnitude aparente é igual a 3.37. Considerando sua distância de 504 anos-luz em relação à Terra, sua magnitude absoluta é igual a −2.58. Pertence à classe espectral B2IV-V.